# 田中晃
田中 晃（たなか あきら、1954年9月12日 - ）は、日本のテレビプロデューサー、実業家。WOWOW代表取締役会長執行役員、前代表取締役社長。長野県松本市出身。

## 来歴・人物
長野県松本深志高等学校を経て早稲田大学第一文学部卒業後、1979年4月、日本テレビ放送網（現日本テレビホールディングス）入社。
日本テレビ入社後、プロ野球巨人戦や高校サッカー、トヨタカップなどスポーツ中継に携わる。
1987年、日本テレビが箱根駅伝の生中継（「新春スポーツスペシャル箱根駅伝」）を始めるにあたって、プロデューサーの坂田信久からディレクターとして指名、制作と技術の橋渡しを務め、中継を成功に導いた。
1997年6月に編成局編成部編成戦略担当副部長、1999年6月に編成局編成部次長。2000年6月にはコンテンツ推進部長、2003年6月には編成部長、2004年12月にはメディア戦略局次長に就任。
2005年6月、スカイパーフェクト・コミュニケーションズ（現スカパーJSAT）に転じて同社執行役員常務・プラットフォーム事業部門放送事業担当。2007年6月には執行役員専務・編成調整本部長兼放送業務本部長に昇進するとともに、ペイ・パー・ビュー・ジャパン（現スカパー・ブロードキャスティング）代表取締役社長。2010年8月、スカパー・エンターテイメント代表取締役社長。2013年6月にはスカパーJSATホールディングス、スカパーJSATの取締役に就任。
スカパー!では、2008年より車椅子バスケットボールの中継を行い、2014年のソチパラリンピックでは期間中専門チャンネルを設けるなど、スポーツ競技としての障害者スポーツの中継に力を入れた。
2015年5月末をもって、スカパーJSATグループのすべての役職から退き、同年6月、WOWOW代表取締役社長に就任。
2024年3月を以て社長を退任し会長となる。